# P6微架構
P6微架構（P6 Microarchitecture）是英特爾在1995年推出的第六代x86架構微處理器。它的後繼者是2000年的NetBurst微架構，但是最後在Pentium M之間又出現P6的蹤影。而Pentium M的P6的後繼者則是Intel Core微架構。

## 從 Pentium Pro 到 Pentium III
P6 核心是 Intel 第六代 x86 架構的處理器核心。最先採用 P6 實做的 CPU 是在 1995年推出的 Pentium Pro，而 P6 的上一代則是第一代 Pentium 的 P5 核心。
下面列出一些在 x86 第一次使用的技術，實作在 P6 核心上的功能，包括：
- 預測執行與亂序執行（Intel 稱之為“動態執行”），這些功能需要在執行核心上新增“退休”（retire）單位。這樣的設計可以降低管線延遲，而能夠使 Pentium Pro 與後來的 CPU 擁有不錯的性能。
- 超級管線，能夠從原本第一代 Pentium 的 5 階管線增加到 Pentium Pro 的 14 階管線，而 Pentium III 的 10 階管線、12 階到 14階管線的 Pentium M 是遠大於第一代 Pentium 的數量。
- 與處理器核心同速的內建 L2 快取，取代原先較慢的、且設計於外部（位於主機板上）的快取。
- 達 36 位元寬的實體記憶體匯流排，能夠支援大於 4 GB 的主記憶體。（不過製程的位址空間還是限制在 4GB）
- 暫存器更名，該技術能夠在管線上更有效率的執行多重指令。

而 P6 架構最為人稱道的是電源需求量低、優越的整數運算性能，還有不錯的指令週期率（Instructions per cycle，IPC）。當最先應用於 Willamette 核心的 NetBurst 架構出現時，該架構的指令週期率較 P6 差，而且在電源需求與輸出效率上都比原先的架構還要差，不過由於 NetBurst 的時脈較易提升，在桌上型市場 P6 的處理器核心還是被 NetBurst 取代。

## 再度使用於 Pentium M (Banias and Dothan)
當 Pentium 4 的筆記型電腦處理器推出後，很快的就發現 NetBurst 的核心不適合用於行動運算上。由於 Netburst 的處理器比 P6 前輩的每時脈或是每瓦特的效率都還要差，以至於 Pentium 4-M 執行溫度比 Pentium III-M 高，而且也無法提供明顯的效能增進。這種效率低下的缺失不但影響到散熱系統的複雜度，也影響到最重要的電池使用時間長度。
這時 Intel 發現新的 NetBurst 架構在行動運算市場上並不是很好的選擇，所以重新設計出更適合應用在該市場的新核心。而結果是將原本的 P6 核心加以改良，並加入 NetBurst 既有的功能，最後以 Pentium M 的代號推出。
Pentium M 的設計概觀：
- 插槽介面為 Socket 479。電器規格與 Socket 478 相似，但是互不相容。
- 更快的前端匯流排速度。最初的 Banias 核心，Intel 給予 400 MT/s 的 Netburst 匯流排。而更新的 Dothan 核心的匯流排速度隨著桌上型 Pentium 4 的規格升級而提升至 533 MT/s。
- 更大的 L2 快取。起初 1 MB，Dothan 提升到 2 MB。動態快取啟用能夠在節能狀態時減少快取啟用的大小。
- 支援SSE2 指令集
- 增加 3 到 4 階的管線深度，能夠增加時脈的延伸性。
- 專用的暫存器堆疊管理。
- 增進分支預測的效率。
- 在解碼指令時能夠將某些指令群結合成單一指令。x86 的指令就能夠包含數個 RISC 的微指令。
- 第三代的增強型 SpeedStep (EIST)。處理器能夠在閒置時降低時脈與電壓，使處理器在此時的能耗只有個位數的瓦特。

Pentium M 在筆記型電腦領域的那幾年中是當時最有效率的處理器，在最大需求的能耗不高於 30 瓦，而在閒置實更是只有 4 到 5 瓦。而該處理器的效率更是能夠與比它高於近 1 GHz 的 Netburst 處理器相匹敵。
Pentium M 主要的缺點在於浮點數的運算能力。P6 核心的浮點數運算效能經由長時間的演進即使有很可觀的進步，但是較新的 AMD Athlon 與 Athlon 64 的核心憑藉著足以抗衡 NetBurst 的浮點 SIMD 運算能力，在這方面 Pentium M 顯得疲弱。而即使 Intel 在 Pentium M 加入 SSE2 的支援，但是加入的方式卻與 Athlon 64 與 Pentium 4 不同。所以真實運算時，相較於快取與整數的效率，Pentium M 的效能會更依賴於浮點單位的使用率。

## Intel Core 架構
代號為Yonah的CPU以Intel Core的品牌在 2006年1月推出。Core Solo是單核處理器，Core Duo是雙核處理器。最初的Intel Core是32位元筆記型電腦處理器。這些處理器不只解決了先前Pentium M的性能問題，也加入以下的新功能：
- SSE3指令集的支援
- 改變P6架構，使兩顆核心能共同分享L2快取

只用於筆記型電腦的Intel Core處理器是過渡產品，而更新的Core微架構就以新的Core 2、Pentium Dual-Core、Celeron與Xeon的名稱發表。
不過值得注意的是，Pentium Dual-Core的T2060、T2080與T2130的型號使用的是Yonah架構，而並不是新的Core微架構。

## 使用 P6 架構的晶片
- 由 Pentium II/III 簡化的 Celeron
- 由 Banias 與 Dothan 核心簡化的 Celeron M
- Pentium Pro
- Pentium Pro Overdrive（Pentium II 晶片封裝在 Socket 8 上）
- Pentium II
- Pentium II Xeon
- Pentium III
- Pentium III Xeon
- Pentium M
- 2001年之前的 Pentium Xeon
- Intel Core